# 布拉德利·辛登
布拉德利·约翰·辛登（英語：Bradly John Sinden，1998年9月19日—）来自唐克斯特都市自治市，是一名英国男子跆拳道运动员。他在达到一定岁数后，跟随自己姐姐的脚步，开始练习跆拳道，他曾是国家青年队的一员，后来，他加入了GB Academy。2019年5月，辛登在曼彻斯特举行的世界跆拳道锦标赛上夺得男子68公斤级冠军，成为历史上第一位在跆拳道世锦赛上夺冠的英国男选手。2021年拿下2020東京奧運男子68公斤級銀牌，敗給了烏茲別克選手烏盧格別克·拉希托夫。